# Тризна дружинников Святослава после боя под Доростолом
«Тризна дружинников Святослава после боя под Доростолом в 971 году (Ночные жертвоприношения)» — картина русского и польского художника Генриха Семирадского, написанная в 1884 году. Экспонируется в Государственном Историческом музее в Москве в зале №8.

## Создание и судьба картины
В 1882 году Генрих Семирадский получил заказ для Исторического музея в Москве на две картины — «Тризна дружинников Святослава под Доростолом в 971 году» и «Похороны знатного руса в Булгаре». Полотна предназначались для зала X века и должны были наглядно показывать жестокость нравов до принятия на Руси христианства. Сюжеты предложил граф Алексей Уваров, разрабатывавший общую идеологию экспозиции. Литературным источником для Семирадского стало описание сожжения тел русичей, погибших в битве под Доростолом, в «Истории» Льва Диакона.
Картина была закончена в 1884 году. В 1961 году Исторический музей выкупил её у С. И. Дедова.